# Вилхелм IV фон Малта и Лаас
Вилхелм IV 'Млади' фон Малта и Лаас (на немски: Wilhelm IV 'der Junge, der Milde/Freigebige', Graf von Malta & Laas; † 1250) от фамилията на графовете фон Хоенбург в Каринтия, е граф на Малта в Каринтия и Лаза в Южен Тирол.

## Произход
Той е син на граф Геро II фон Хоенбург († ок. 1220) и съпругата му Елизабет фон Ортенбург († сл. 1240), дъщеря на имперски граф Рапото I фон Ортенбург и графиня Елизабет фон Зулцбах († 1206), дъщеря на граф Гебхард III фон Зулцбах († 1188), (брат на византийската императрица Берта фон Зулцбах), и съпругата му Матилда († 1183), дъщеря на баварския херцог Хайнрих IX. Внук е на граф Улрих I фон Хоенбург († ок. 1191) и съпругата му фон Малта, сестра на Валтер фон Малта. Племенник е на Попо II фон Хоенбург († сл. 1191) и на граф Вилхелм III фон Малта и Лаас († ок. 1235).
Брат е на Улрих II фон Щернберг и Лаас († сл. 1269), граф на Щернберг и Лаас, Алберт фон Хоенбург и Лесах († сл. 1352), граф на Хоенбург и Лесах, капитулар в Пасау, Валтер фон Малта († сл. 1229), Геро фон Хоенбург († сл. 1243), свещеник в „Св. Рупрехт“, Албрехт († сл. 1252), каноник в Пасау, Елизабет фон Хоенбург († пр. 1254), омъжена на 28 януари 1239 г. за граф Херман I фон Ортенбург († 1265).
Резиденцията на фамилията от 12 век до 14 век е замък Йоденфест, наричан и Малта в Каринтия, построен през 11 век.

## Фамилия
Вилхелм IV фон Малта и Лаас се жени за Елизабет († сл. 1256). Те имат децата:
- Хайнрих фон Хоенбург († сл. 1255/сл. 10 януари 1256)
- Улрих II фон Хоенбург († 1308), граф на Хоенбург, един от водещите благородници в Каринтия през втората половина на 13 век, женен 1270/1271 г. за принцеса Агнес фон Баден-Австрия († 1295)
- Евфемия фон Хоенбург († 14 юни 1316, погребана в манастир Кларисен, Меран), омъжена пр. 18 септември 1264 г. за Улрих II фон Тауферс († 1293)